# Basiceros

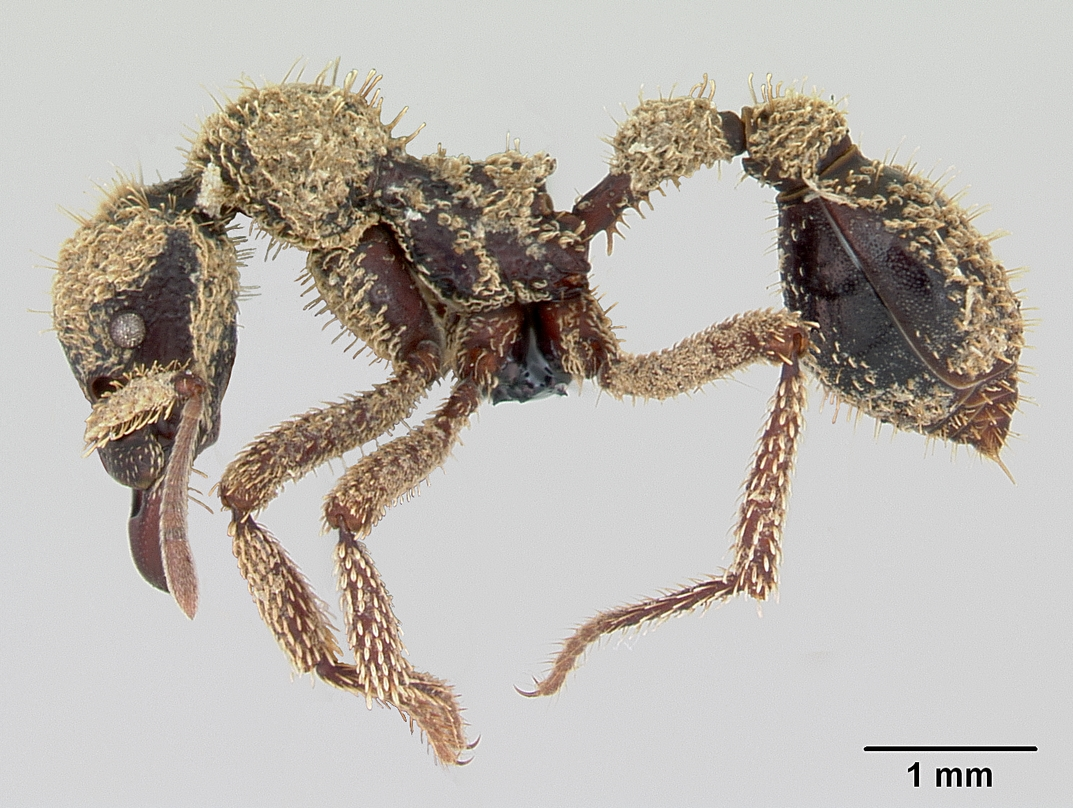
Рабочий муравей Basiceros manni

Basiceros (лат.) — род муравьёв трибы Attini из подсемейства Myrmicinae (ранее в составе трибы Basicerotini). В Центральной и Южной Америке встречается 9 видов. Медлительные и скрытные общественные насекомые, семьи малочисленные, состоят из одной матки и примерно 50 рабочих особей. Обитают в почвенных муравейниках, большинство представителей имеют длину тела от 4 до 8 мм. Тело покрыто микрочастичками почвы, которые удерживаются на кутикуле с помощью многочисленных специализированных булавовидных волосков.

## Распространение
Неотропика: Центральная и Южная Америка. Встречаются от Гондураса (на севере ареала) до южной Бразилии.

## Описание

### Морфология
Мелкие почвенные муравьи (большинство имеют длину тела от 4 до 8 мм). Голова трапециевидная или субтреугольная, вытянутая узким концом кпереди. Мандибулы треугольные или субтреугольные, не перекрываются, на жевательном крае с 11—15 зубцами. Усики самок и рабочих 12-члениковые (булава состоит из 2 сегментов), у самцов 13-члениковые. Нижнечелюстные щупики 2-члениковые (или 1), нижнегубные щупики состоят из двух сегментов; формула щупиков 2,2 или 1,2. Скапус усиков широкий и плоский, увеличенный в базальной части. У самцов скапус короткий, примерно в два раза длиннее своей ширины. Усиковые бороздки глубокие. Фасеточные глаза развиты, у самцов и самок также есть три оцеллия. Формула голенных шпор 0,0. Стебелёк между грудкой и брюшком состоит из двух члеников: петиолюса и постпетиолюса (последний четко отделен от брюшка), жало развито, куколки голые (без кокона). Метанотальная бороздка груди развита. Проподеальные шипики на заднегруди развиты, короткие, треугольные. Петиоль снизу с 4—7 шиповидными выступами. Рабочие муравьи и самки имеют криптическую буроватую окраску и морщинистую поверхностную скульптуру (самцы чёрные). Тело покрыто мелкими частичками почвы, которые удерживаются на кутикуле с помощью многочисленных специализированных булавовидных волосков.
Передние крылья самок содержат затемнённую птеростигму, продольные жилки Sc+R, SR, M+Cu, A. Жилкование крыльев самцов сходно с таковым у самок, кроме отсутствия поперечной жилки m-cu и большего количества крючков (хамулей): у самок их пять, а у самцов от пяти до девяти.
Личинки были впервые описаны в 1954 году (Wheeler & Wheeler, 1954): внешне умеренно коренастые; грудь и первые два брюшных сегмента не сужаются и не образуют длинную «шею». Из двух типов зубчатых волосков, более крупный имеет тонкую, коническую, не крючковатую вершину.

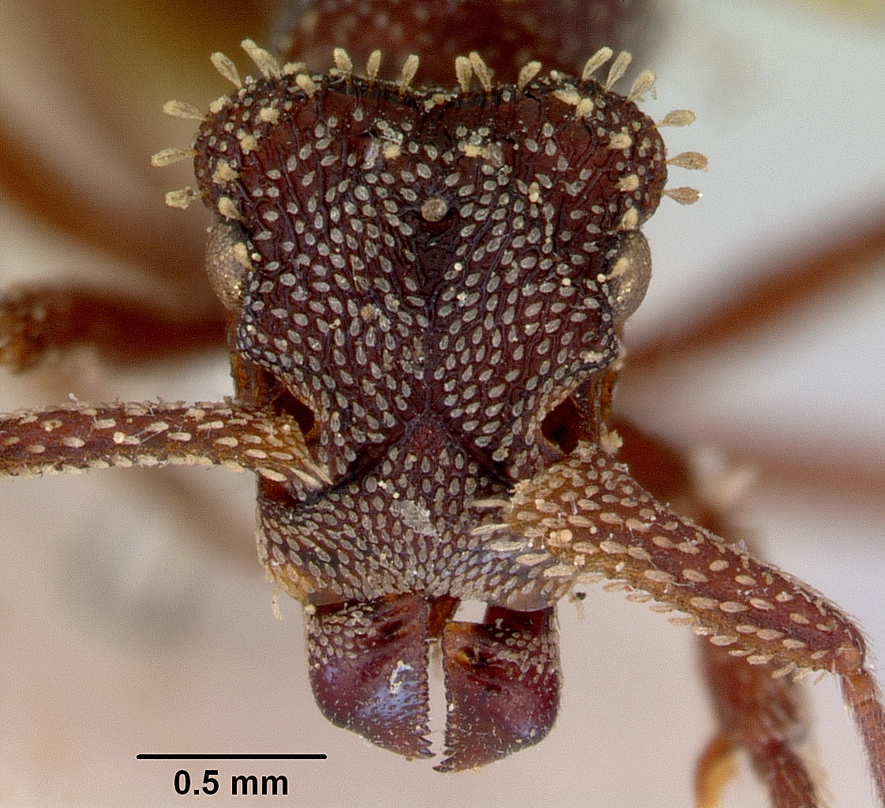
Basiceros scambognathus
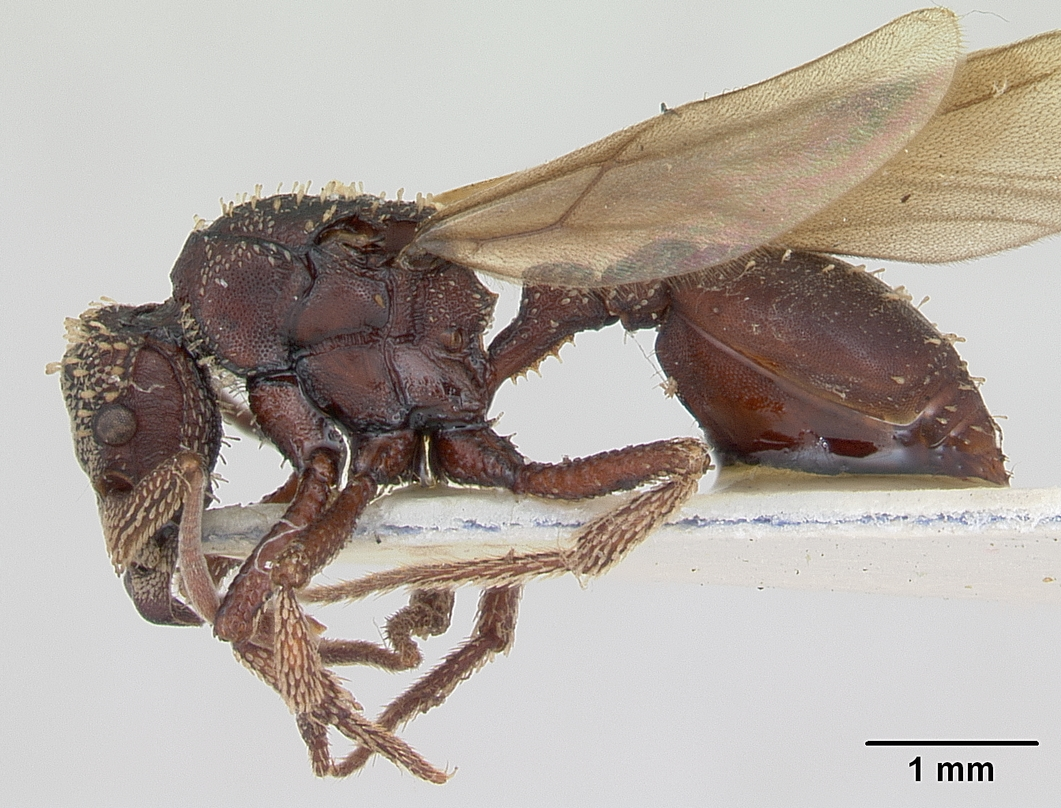
Basiceros scambognathus
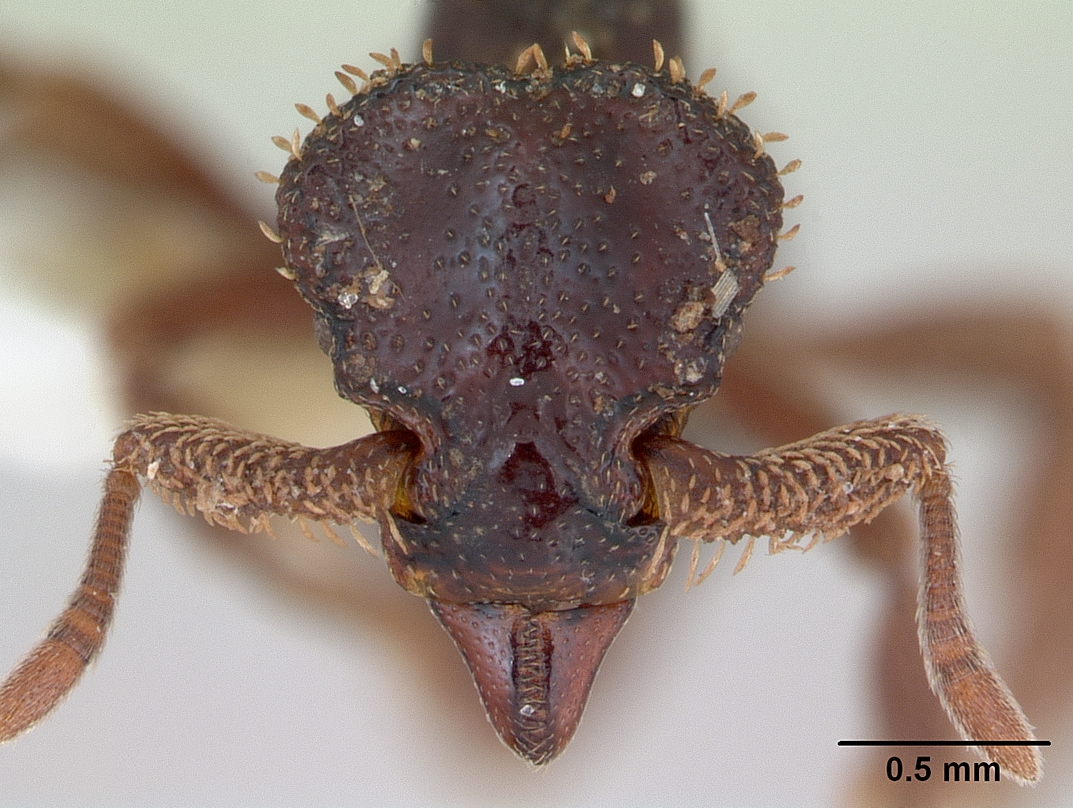
Basiceros disciger
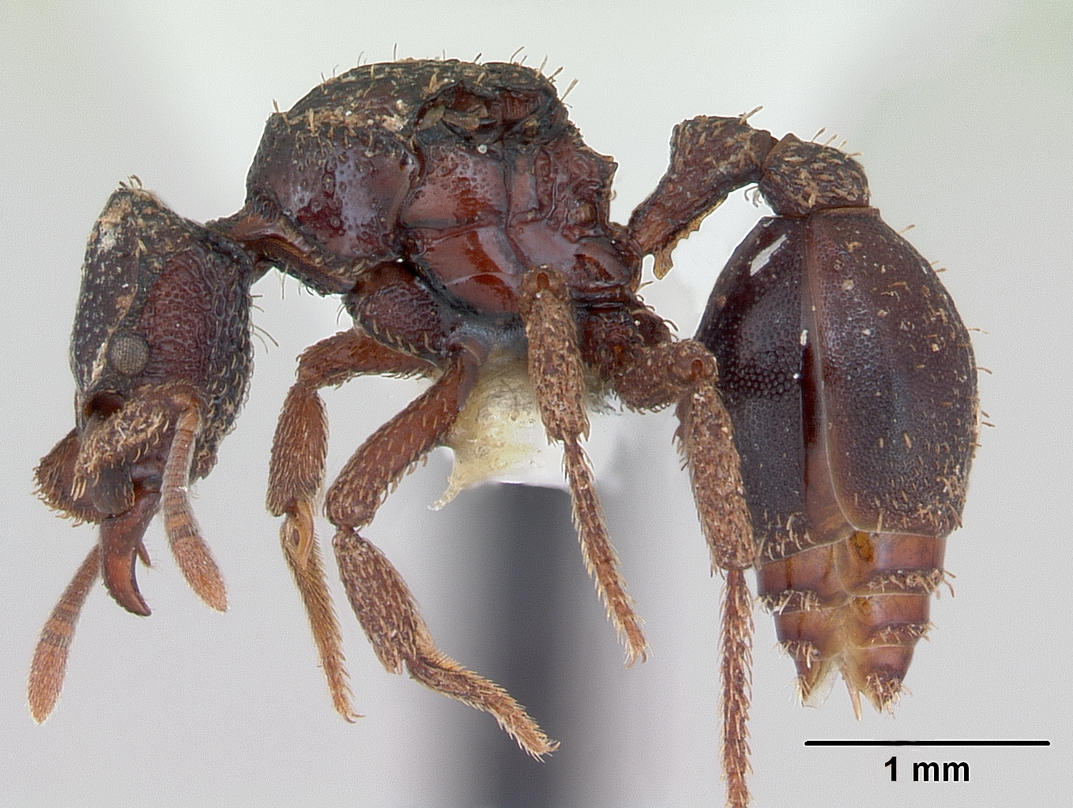
Basiceros disciger

### Биология
Биология малоизучена из-за скрытного образа жизни и поведения. Движения медлительные, муравьи скрытные и в случае опасности, если их потревожить, могут оставаться неподвижными несколько минут. Благодаря многочисленным волоскам булавовидной формы, покрытым микрочастичками почвы, муравьи становятся незаметными при передвижении. Семьи единственного изученного вида этого рода Basiceros manni малочисленные. Их муравейники обнаружены в мелких гниющих корнях и ветвях, в почве и лесной подстилке дождевых тропических лесов. Семьи моногинные и содержат единственную бескрылую матку и около 50 рабочих особей. Молодые половые особи (самки и самцы) появляются в марте.
Хищники мелких членистоногих, главным образом личинок жуков. Также обнаружено, что B. singularis и B. manni используют наземных моллюсков в качестве добычи. В лабораторных условиях Basiceros manni поедали многоножек, термитов и имаго мух Drosophila. Жертв приносили в гнездо и клали рядом со своими личинками. У вида B. manni есть только примитивная одиночная фуражировка. Мобилизации соплеменников на добычу не производят. Исследование поведенческого репертуара показало, что он один из самых бедных среди мирмицин (Myrmicinae). Молодые рабочие выполняют роль нянек, а взрослые — фуражируют за пределами гнезда, что характерно для возрастного полиэтизма. В целом, поведение сопоставимо с видом Eurhopalothrix heliscata, единственного другого представителя Basicerotini, изученного до настоящего времени.

## Генетика
Диплоидный набор хромосом изучен у вида Basiceros convexiceps и он равен 2n=20, все хромосомы метацентрические (Mariano et al., 2013)

## Систематика
Известно 9 современных видов и один ископаемый. Basiceros принадлежит к кладе из пяти близких родов: Eurhopalothrix Brown & Kempf, 1961, Octostruma  Forel 1912, Protalaridris Brown, 1980, Rhopalothrix  Mayr, 1870 и Talaridris  Weber, 1941. До недавнего времени клада трактовалась как триба Basicerotini, впервые выделенная в 1949 году американским мирмекологом Уильямом Брауном (Brown, 1949). В 2003 году с Basiceros был синонимизирован род Creightonidris  Brown, 1949. Недавнее молекулярно-генетическое исследование мирмициновых муравьёв (Ward et al. 2015) привело к реклассификации всего подсемейства Myrmicinae, и включению родов этой клады в состав трибы Attini, принимаемой в расширенном объёме. При этом все роды этой клады (или бывшей трибы Basicerotini) были выделены в неформальную монофилетическую группу родов «Basiceros genus-group». В составе этой группы род Basiceros рассматривается сестринским к кладе (Octostruma+(Eurhopalothrix+Talaridris)).
- Basiceros browni Probst et Brandão, 2022[8]
- Basiceros conjugans Brown, 1974 — Южная Америка[13]
- Basiceros convexiceps (Mayr, 1887) — Бразилия[14]
  - = Basiceros squamifer Borgmeier, 1937
- Basiceros disciger (Mayr, 1887) — Южная Америка
  - =Aspididris discigera (Mayr, 1887)
- Basiceros manni Brown & Kempf, 1960 — Центральная Америка, Эквадор[7]
- Basiceros militaris (Weber, 1950) — Бразилия, Тринидад, Эквадор
  - =Aspididris militaris Weber, 1950
- Basiceros scambognathus (Brown, 1949) — Бразилия, Венесуэла[5][15]
  - =Creightonidris scambognatha Brown, 1949
- Basiceros singularis (Smith, 1858) — Южная Америка (Амазония) typus
  - =Meranoplus singularis Smith, 1858
- Basiceros tumucumaquensis Probst et Brandão, 2022[8]

### Палеонтология
В 2025 году был описан ископаемый вид †Basiceros enana Fiorentino et al., 2025, который обнаружили в доминиканском янтаре (15—20 млн лет).

### Исключённые виды
В 2022 году вид Basiceros redux, известный с 1939 года по единственному самцу, был перенесён в род Octostruma под названием Octostruma reducta.
- Basiceros redux (Donisthorpe, 1939) — Гайана (Южная Америка)
  - =Rhopalothrix redux Donisthorpe, 1939